# 藍信祺
藍信祺（1964年9月28日—），臺灣人，生於臺北市，籍貫山東。2016年召開記者會自行稱帝，號宇宙無體黑龍上帝、世界臺灣皇帝、大日昭明皇帝、「全人類唯一合法、民主憲政國家統治政權宇宙原體上帝本人」等。
藍信祺早年涉犯臺北市「虎山雙屍命案」，名列十大槍擊要犯，並被通緝，後協助同夥越獄時被捕，有竊盜、偽造文書等前科。1993年在信義計畫區引爆瓦斯桶，造成公眾危險。2016、2020、2024年三度獨立參選中華民國總統，為公民連署被連署人，其中2016、2020年因未遞交連署書，2024年則因連署份數不足而連署失敗無法參選。

## 生平

### 早期生涯
藍信祺籍貫中國山東，1979年結識就讀國中二年級的女子廖瑞星，兩人育有一女。藍信祺國中時與一些青少年組織竊盜，擔任領導人，16歲時從崇右企專輟學後名下存款約80萬元新台幣。他們的同學鍾添壽（當地流氓，外號「棺材」，有強姦前科）、王成吉得知其竊盜行為後，向他們勒索20萬元，藍等僅給予2萬元和一條金屬項鍊，雙方結怨。鍾、王二人1981年4月20日再度勒索時，藍信祺等人約鍾、王至臺北市現信義區虎山後山谷談判未遂，以魚槍、開山刀將二人殺死埋屍，同年7月因風雨沖刷，屍體被發現，震驚社會，被稱為「虎山雙屍命案」，亦稱「白骨雙屍命案」。
案發後他以假身分逃避警察查緝，21歲時名列臺灣警方首次公布的十大槍擊要犯，1981年9月25日臺灣高等法院以殺人案通緝。1982年2月26日因到土城臺北少年觀護所探視同夥，夾帶鐵鋸想幫助他們脫逃而被發現逮捕。1982年11月間又鋸斷鐵窗柵欄逃出臺北少年觀護所。同年12月1日被臺灣臺北地方法院以脫逃案通緝，1985年7月7日晚間於臺南市北區遭到逮捕。12月31日，臺灣高等法院依殺人罪判處有期徒刑15年，竊盜罪判處有期徒刑5年，合併應執行20年。藍信祺於臺南監獄服刑期間，向曾為工兵的獄友習得廿餘種爆破方式，也自行閱讀相關書籍。藍的刑期後因中華民國八十年罪犯減刑條例減至13年，1991年假釋出獄，四處發表「要改革社會」言論。

### 主張內戰
1992年2月、4月，內政部警政署保安警察第三總隊（保三總隊）及高雄海關分別在高雄港查獲藍信祺利用進口貨櫃夾帶六千餘支空氣槍（藍信祺說明他只是進口生存遊戲用的玩具槍），2月依《懲治走私條例》起訴，另依《槍砲彈藥管制刀械條例》科處拘役80日。藍信祺後來接受《中國時報》專訪時表示他「被情治單位栽贓、詐騙九百萬元且刑求，違憲偵訊超過三十小時」，認為政府實施「假三民主義」，於是決定要發起「革命內戰」。
1993年5月2日於臺北市信義計畫區嘗試以汽油引爆瓦斯桶失敗。警方隨後在現場發現遺留的字條、錄音帶，藍主張發起內戰，「以武力解放台灣」，請相關單位撤離臺北市民，以免傷及無辜，他也規劃於中華民國國慶日（10月10日）炸掉總統府。同月27日又在當地偏遠處引爆瓦斯桶，炸掉一台廂型車，並留言表示動機是對政府不滿。6月20日進入林口戶政事務所竊取空白身分證以偽造，作為逃避警方臨檢和住宿賓館使用。警方以藍信祺涉公共危險、偽造文書、竊盜等罪嫌移送臺灣臺北地方法院檢察署起訴，涉內亂罪則移送臺灣高等法院檢察署偵辦。1994年2月5日，台北地方法院依公共危險罪判處五年徒刑。1990年代中期亦組織強盜，1996年3月20日被逮捕。
因上述案件，藍信祺於台北監獄二度入獄服刑。2007年出獄後經商，從事跨國婚姻代辦，並與原本擔任其母看護的印尼籍妻子（2017年離婚）育有三子女。
藍母朱淑芳於2017年逝世。

### 參選總統
2011年首度計畫參選總統，赴中選會遞交文件試圖成為2012年中華民國總統選舉被連署人，但因資格不符遭駁回。同年藍信祺赴臺北高等行政法院自訴時任中華民國總統馬英九奪取其合法執政權，被臺北高等行政法院以無管轄權駁回。
2015年10月28日，藍信祺召開記者會，宣布獨立參加2016年中華民國總統選舉，以「總統選舉決定你的生死」為競選主軸，並提出四大政見：具中華民國國籍者發給100億元新台幣，依其作《宇宙生命憲法》，將世界建立一個由臺灣統治的國家。臺灣成為全世界唯一真正民主國家。15歲由國家公告夫妻伴侶、21歲安排交往、27歲如果未婚則配婚，並開放天體營。廢除監獄而仍設死刑。同時稱帝，號「世界臺灣皇帝」、「臺灣世界大日昭明皇帝」，又稱「全人類唯一合法、民主憲政國家統治政權宇宙原體上帝本人」。2015年9月22日與其母朱淑芳由中選會公告為第十四任正副總統被連署人，他亦宣布前500名連署者可優先領取100億元、優先配給國家住宅。
競選期間，藍信祺認為「不支持我者都會死」、「不支持我就是自己殺死自己父母」，並表示「支持他人者依法處死刑」等言論，涉嫌恐嚇公眾、100億元政見涉及期約賄選，被士林分局通知應訊，不過未被起訴。2015年11月6日連署45日期滿後藍信祺因為未向中選會送出任何連署書，連署失敗，此後經常於其個人Facebook發表偏激言論。2019年1月、3月，藍信祺分別在Facebook上以「宇宙原體黑龍上帝本人收回收界公告」名義發表「要將蔡英文民進黨、國民黨畜牲公開處決」及「合法誅殺蔡英文」、「朕憲法者，不跪行效忠，……得監禁為奴至死」等言論，涉恐嚇公眾，致生危害於公安，士林地檢署偵結後提起公訴，但2019年10月7日、2020年2月19日一二審獲判無罪。
2019年9月13日，藍信祺與其支持者胡宗偉搭檔，再度以無黨籍身分獨立參選2020年中華民國總統選舉，向中選會正式登記為總統副總統被連署人。連署期間曾公開批評網路紅人陳之漢但未獲回應，也傳出遭詐騙新台幣60萬元。2019年10月21日，藍信祺於台北市中山南路立法院外連署攤位懸掛「殺蔡英文」布條，遭台北市議員梁文傑向警方檢舉，被依「恐嚇危害安全罪」偵辦並勒令拆下布條，晚間被警方依違反妨害秩序罪移送台北地檢署，並裁定以5萬元交保。2019年11月2日連署期限結束後，中選會公布藍信祺未送出連署書，再度連署失敗。
2023年9月2日，再次向中選會登記參與總統連署，第三度參選總統，與第三勢力333政黨聯盟主席兼共和黨主席周克琦搭檔登記為第16任總統、副總統選舉被連署人。2023年11月3日，周克琦因涉嫌賄選取得連署書，違反《總統副總統選舉罷免法》第87條，遭臺北地方法院裁定羈押禁見。
2023年11月14日，連署結果公佈，藍信祺與周克琦收集的連署書份數不足未達法定門檻，最終以失敗告終，這也是藍信祺第三次參選總統連署失利。
嗣後，藍信祺登記參選2024年臺北市第二選區立法委員，但因藍曾犯槍砲彈藥刀械管制條例第7條之罪，不得登記為候選人。遭中選會剔除。